# Sumar (coalition)
Ne doit pas être confondu avec le parti politique Sumar.
Sumar est une coalition espagnole de gauche définie comme progressiste et sociale, formée pour se présenter aux élections générales du 23 juillet 2023. Il s'agit de la plus grande coalition électorale de l'histoire de l'Espagne, rassemblant 20 partis politiques nationaux et régionaux.
La coalition a été impulsée par Yolanda Díaz, membre du Parti communiste d'Espagne, fondatrice du parti Sumar et deuxième vice-présidente du gouvernement et ministre du Travail et de l'Économie sociale.

## Historique

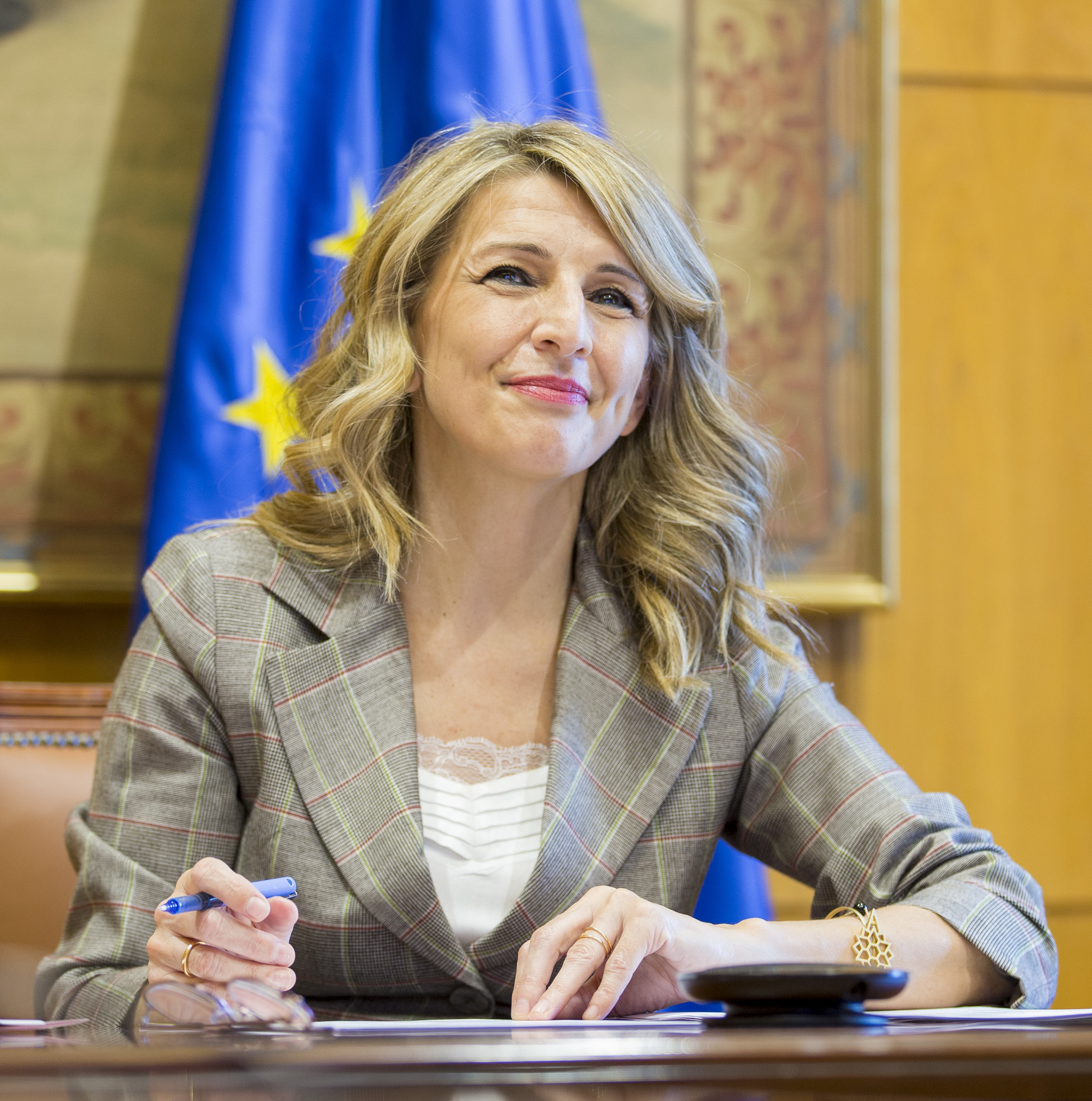
Yolanda Díaz en 2021.

Yolanda Díaz, après la sortie du gouvernement puis l'abandon de la vie politique active par Pablo Iglesias en 2021, devient la dirigeante de la coalition Unidas Podemos,. Elle entend alors créer une plateforme qui se distancie de l'image médiatique négative de Podemos et qui tire profit de l'appréciation positive que les citoyens ont d'elle-même selon le CIS,. Elle souhaite également obtenir le soutien de forces idéologiquement proches telles que Izquierda Unida, En Comú Podem, Compromís et Más Madrid/Más País et donner à la société civile un rôle de premier plan,,.
Le 18 mai 2022, il est annoncé que la plateforme s'appellera « Sumar »,,. Le 8 juillet 2022, à l'espace Matadero Madrid, se tient la première rencontre de Sumar. Ces rencontres, qualifiés d'« écoute », se poursuivent les mois suivants dans toute l'Espagne. Enfin, le 2 avril 2023, lors d'un meeting tenu au centre sportif Antonio Magariños de Madrid, Yolanda Díaz annonce sa candidature aux élections générales prévues pour décembre 2023. À ce moment, Sumar a le soutien explicite de la majorité des forces de gauche (Izquierda Unida, Verdes Equo, Compromís, Más Madrid/Más País...), ainsi que d'anciens membres de Podemos. Cependant, Podemos, principale force au pouvoir à la gauche du PSOE, continue de refuser d'apporter son soutien explicite.

## Élections anticipées et finalisation de la coalition
Au lendemain des élections municipales et régionales du 28 mai 2023, auxquelles Sumar n'a pas présenté de candidats, le président du gouvernement, Pedro Sánchez, annonce l'anticipation des élections générales au 23 juillet 2023. Cela laisse une période de 11 jours (jusqu'au 9 juin) pour négocier une coalition électorale des forces progressistes espagnoles, comme établi par la législation électorale (LOREG),.
Le 31 mai 2023, la plateforme est transformée en parti politique, baptisé Mouvement Sumar (SMR),. L'objectif de cette création est de constituer un parti qui permettrait l'incorporation de candidats indépendants et de personnes de la société civile dans une coalition ou un « front large », qui rassemblerait tous les partis à la gauche du PSOE (à l'exception des partis indépendantistes) dans la perspective du scrutin.
Ainsi plusieurs formations politiques annoncent, au début du mois de juin, qu'elles s'associent à Sumar pour présenter des candidatures communes : Alianza Verde (AV), Izquierda Unida (IU) et Verdes Equo le 30 mai, Drago Canarias (es) le 6 juin, Chunta Aragonesista (CHA) et Más Madrid (MM) le 7 juin, Initiative du peuple andalou (es) (IdPA), Ara Més (ca) (Més per Mallorca et Més per Menorca) et Batzarre le 8 juin, Compromís, Podemos, Más País (MP), Catalogne en commun (CatComú) et Izquierda Asturiana (es) (IAS) le 9 juin.
Le 9 juin, à quelques heures de la clôture du délai imposé par la loi électorale, la coalition Sumar est enregistrée auprès de la Commission électorale centrale (JEC), formée du parti homonyme et de 15 autres formations. La coalition est enregistrée avec l'acronyme SUMAR. Le logo présent sur le bulletin de vote contient uniquement le nom de la coalition et le visage de Yolanda Díaz. La coalition rassemble un large éventail de partis et inclut des candidats indépendants et de la société civile,,,,,,
D'autre part, un certain nombre d'autres partis, bien que ne participant pas officiellement à l'accord de coalition, ont également exprimé publiquement leur soutien ou leur sympathie à l'égard du projet Sumar :
- Le Mouvement pour la dignité et la citoyenneté de Ceuta, qui a fait partie de l'accord du Turia et a participé à la présentation de Sumar au centre sportif de Magariños, était sollicité par Sumar et le PSOE. Il a finalement décidé de ne pas participer aux élections générales et de laisser le libre choix aux électeurs[44],[45] ;
- La Coalition pour Melilla, également partie prenante de l'accord du Turia a vu son intégration à Sumar repoussée en raison des suspicions d'achats de voix pesant sur elle depuis les élections municipales, et a donc présenté un candidat contre le candidat de Sumar dans la circonscription de Melilla[46] ;
- Anova, la formation galicienne qui rivalise régulièrement avec Podemos et Esquerda Unida, a également renoncé à se présenter aux élections afin que le vote progressiste se concentre sur le projet[47] ;
- Adelante Andalucía a finalement décidé de ne pas rejoindre la coalition. Cependant, le parti ne se présentera que dans la circonscription de Cadix, afin que le vote progressiste en Andalousie ne se disperse pas[48],[49],[50].

Par ailleurs, Andalucía Por Sí (es) (AxSí) ou le Parti régionaliste de Cantabrie (PRC) ont également décidé de ne pas se présenter aux élections générales, ce qui contribuera à éviter la dispersion du vote,. En outre, des anciens responsables de Por un Mundo más Justo et du Parti animaliste contre la maltraitance animale (PACMA) ont manifesté leur soutien à Sumar,.

## Programme
Sumar défend des positions économiques en faveur de la redistribution des richesses, l'écologie, le féminisme et la défense des minorités sexuelles.
Son programme comprend la mise en place d'un héritage universel de 20 000 euros pour tout jeune espagnol à l'âge de 23 ans afin de « préparer leur insertion professionnelle, développer un projet d'entrepreneuriat ou encore faire une formation ». Le coût de cette mesure, estimé à 10 milliards d'euros, serait financé par un impôt sur les grandes fortunes. Il prévoit également la construction de deux millions de logements en dix ans, financée par un impôt sur les bénéfices des grandes entreprises, et la réduction de la journée de travail.

## Composition de la coalition

### Élections générales de 2023
La coalition est composée pour les élections générales de 2023 de 16 formations politiques dont la liste a été déposé auprès de la Commission électorale centrale. L'ordre des partis dans le tableau ci-dessous est celui du document déposé pour l'enregistrement de la coalition.
| Formation | Formation | Formation                          | Formation                            | Formation | Idéologie | Territoire             |
| Logo      | Logo      | Nom officiel                       | Traduction                           | Abr.      | Idéologie | Territoire             |
| --------- | --------- | ---------------------------------- | ------------------------------------ | --------- | --- | ---------------------- |
|           |           | Mouvement Sumar                    | « Mouvement Rassembler/Additionner » | SMR       | Progressisme, féminisme, écologie politique, écosocialisme, socialisme démocratique, fédéralisme, plurinationalisme | National               |
|           |           | Podemos                            | « Nous pouvons »                     | Podemos   | Socialisme démocratique, populisme de gauche, républicanisme                                                        | National               |
|           |           | Izquierda Unida                    | « Gauche unie »                      | IU        | Communisme, socialisme, républicanisme                                                                              | National               |
|           |           | Más País                           | « Plus de pays »                     | MP        | Politique écologique, démocratie participative, antimondialisation                                                  | National               |
|           |           | Verdes Equo                        | « Les Verts Equo »                   | VQ        | Politique écologique, écosocialisme, écoféminisme                                                                   | National               |
|           |           | Más Madrid                         | « Plus de Madrid »                   | MM        | Progressisme, démocratie participative, politique écologique                                                        | Communauté de Madrid   |
|           |           | Catalunya en Comú                  | « Catalogne en commun »              | CatComú   | Écosocialisme, altermondialisme, souverainisme                                                                      | Catalogne              |
|           |           | Coalició Compromís                 | « Coalition Engagement »             | Compromís | Valencianisme, écosocialisme, politique écologique                                                                  | Communauté valencienne |
|           |           | Chunta Aragonesista                | « Junte aragonaisiste »              | CHA       | Nationalisme aragonais, écosocialisme, fédéralisme                                                                  | Aragon                 |
|           |           | Parti Drago Canarias (es)          | « Parti Dragon Canaries »            | DRG       | Nationalisme canarien, écologisme, féminisme                                                                        | Canaries               |
|           |           | Més per Mallorca                   | « Plus pour Majorque »               | MÉS       | Socialisme démocratique, écologie politique, nationalisme de gauche, catalanisme, localisme insulaire               | Îles Baléares          |
|           |           | Més per Menorca                    | « Plus pour Minorque »               | MpM       | Féminisme, écologie politique, souverainisme, républicanisme, localisme insulaire                                   | Îles Baléares          |
|           |           | Batzarre-Asamblea de Izquierdas    | « Assemblée »                        | Batzarre  | Gauche abertzale | Navarre                |
|           |           | Iniciativa del Pueblo Andaluz (es) | « Initiative du peuple andalou »     | IdPA      | Républicanisme, politique écologique, nationalisme andalou                                                          | Andalousie             |
|           |           | Izquierda Asturiana (es)           | « Gauche asturienne »                | IAS       | Nationalisme asturien, socialisme, politique écologique                                                             | Asturies               |
|           |           | Alianza Verde                      | « Alliance verte »                   | AV        | Politique écologique, écosocialisme                                                                                 | National               |

### Élections européennes de 2024
La coalition est composée pour les élections européennes de 2024 de 9 formations politiques dont la liste a été déposé auprès de la Commission électorale centrale. L'ordre des partis dans le tableau ci-dessous est celui du document déposé pour l'enregistrement de la coalition.
| Formation | Formation | Formation                          | Formation                             | Formation | Idéologie | Territoire             |
| Logo      | Logo      | Nom officiel                       | Traduction                            | Abr.      | Idéologie | Territoire             |
| --------- | --------- | ---------------------------------- | ------------------------------------- | --------- | --- | ---------------------- |
|           |           | Mouvement Sumar                    | « Mouvement Rassembler/Additionner »  | SMR       | Progressisme, féminisme, écologie politique, écosocialisme, socialisme démocratique, fédéralisme, plurinationalisme | National               |
|           |           | Izquierda Unida                    | « Gauche unie »                       | IU        | Communisme, socialisme, républicanisme                                                                              | National               |
|           |           | Verdes Equo                        | « Les Verts Equo »                    | VQ        | Politique écologique, écosocialisme, écoféminisme                                                                   | National               |
|           |           | Más Madrid                         | « Plus de Madrid »                    | MM        | Progressisme, démocratie participative, politique écologique                                                        | Communauté de Madrid   |
|           |           | Catalunya en Comú                  | « Catalogne en commun »               | CatComú   | Écosocialisme, altermondialisme, souverainisme                                                                      | Catalogne              |
|           |           | Coalició Compromís                 | « Coalition Engagement »              | Compromís | Valencianisme, écosocialisme, politique écologique                                                                  | Communauté valencienne |
|           |           | Chunta Aragonesista                | « Junte aragonaisiste »               | CHA       | Nationalisme aragonais, écosocialisme, fédéralisme                                                                  | Aragon                 |
|           |           | Iniciativa del Pueblo Andaluz (es) | « Initiative du peuple andalou »      | IdPA      | Républicanisme, politique écologique, nationalisme andalou                                                          | Andalousie             |
|           |           | Nueva Canarias-Bloque Canarista    | « Nouvelles Canaries-Bloc canariste » | NC-BC     | Nationalisme canarien, social-démocratie, fédéralisme                                                               | Canaries               |

## Élus

### XVelégislature(à partir d’août 2023)
| Total                                                           | Parti                                          | Sièges                       | Sièges              | Députés |
| Total                                                           | Parti                                          | Dans la coalition            | Au Congrès          | Députés |
| --------------------------------------------------------------- | ---------------------------------------------- | ---------------------------- | ------------------- | --- |
| Coalition Sumar 31 / 350puis 26 / 350puis 27 / 350puis 26 / 350 | Sumar                                          | 10 / 27puis 10 / 26          | 10 / 350            | Yolanda Díaz, Agustín Santos, Carlos Martín, Rafael Cofiño, Verónica Martínez, Lander Martínez, Esther Gil, Txema Guijarro, Francisco Sierra, Marta Lois (jusqu'en février 2024), Manuel Lago (depuis février 2024) |
| Coalition Sumar 31 / 350puis 26 / 350puis 27 / 350puis 26 / 350 | Izquierda Unida                                | 5 / 27puis 5 / 26            | 5 / 350             | Toni Valero, Engracia Rivera, Enrique Santiago, Nahuel González et Félix Alonso |
| Coalition Sumar 31 / 350puis 26 / 350puis 27 / 350puis 26 / 350 | Podemos (jusqu'en décembre 2023)               | 5 / 31                       | 5 / 350             | Ione Belarra, Javier Sánchez Serna, Noemí Santana, Martina Velarde et Lilith Verstrynge |
| Coalition Sumar 31 / 350puis 26 / 350puis 27 / 350puis 26 / 350 | Catalogne en commun                            | 5 / 31puis 6 / 27puis 6 / 26 | 5 / 350puis 6 / 350 | Aina Vidal, Gerardo Pisarello, Gala Pin (jusqu'en février 2025), Eloi Badia, Júlia Boada, Candela López (depuis janvier 2024) et Viviane Ogou (depuis février 2025)                                                 |
| Coalition Sumar 31 / 350puis 26 / 350puis 27 / 350puis 26 / 350 | Més-Compromís (jusqu'en juillet 2025)          | 1 / 27                       | 1 / 350             | Àgueda Micó |
| Coalition Sumar 31 / 350puis 26 / 350puis 27 / 350puis 26 / 350 | Initiative du peuple valencien                 | 1 / 27puis 1 / 26            | 1 / 350             | Alberto Ibañez |
| Coalition Sumar 31 / 350puis 26 / 350puis 27 / 350puis 26 / 350 | Más País (dissous dans Sumar en décembre 2024) | 1 / 27puis 0 / 27            | 1 / 350puis 0 / 350 | Íñigo Errejón (jusqu'en octobre 2024) |
| Coalition Sumar 31 / 350puis 26 / 350puis 27 / 350puis 26 / 350 | Más Madrid                                     | 1 / 27puis 2 / 27puis 2 / 26 | 1 / 350puis 2 / 350 | Tesh Sidi et Alda Recas (depuis décembre 2024) |
| Coalition Sumar 31 / 350puis 26 / 350puis 27 / 350puis 26 / 350 | Chunta Aragonesista                            | 1 / 27puis 1 / 26            | 1 / 350             | Jorge Pueyo |
| Coalition Sumar 31 / 350puis 26 / 350puis 27 / 350puis 26 / 350 | Més per Mallorca                               | 1 / 27puis 1 / 26            | 1 / 350             | Vicenç Vidal |

## Identité visuelle
Le pacte de coalition évite le choix d'un nom plus englobant, comme Unidas Podemos ou Pour l'Andalousie, et prévoit que le bulletin de vote sera marqué du logo de Sumar, surmonté du visage de Yolanda Díaz.
À gauche, le symbole commun de la coalition, utilisé dans toutes les circonscriptions, tant au Congrès, qu'au Sénat pour la Communauté valencienne, ainsi que dans la circonscription du Congrès des îles Baléares et les circonscriptions sénatoriales de Majorque et de Minorque.
À droite, le symbole spécifique utilisé dans toutes les circonscriptions législatives et sénatoriales des communautés autonomes d'Andalousie, d'Aragon, des Asturies, des îles Canaries, de Cantabrie, de Castille-La Manche, de Castille-et-León, de Catalogne, d'Estrémadure, de Galice, de La Rioja, de la communauté de Madrid, de la région de Murcie, de Navarre, du Pays basque, ainsi que dans les villes autonomes de Ceuta et de Melilla.

## Résultats électoraux

### Cortes Generales
| Année | Chef de file | Congrès des députés | Congrès des députés | Congrès des députés | Congrès des députés | Sénat   | Gouvernement |
| Année | Chef de file | Voix                | %                   | #                   | Sièges              | Sénat   | Gouvernement |
| ----- | ------------ | ------------------- | ------------------- | ------------------- | ------------------- | ------- | ------------ |
| 2023  | Yolanda Díaz | 3 044 996           | 12,33               | 4e                  | 31 / 350            | 0 / 208 | Sánchez III  |

### Parlement européen
| Année | Tête de liste  | Voix    | %    | Rang | Sièges | Groupe            |
| ----- | -------------- | ------- | ---- | ---- | ------ | ----------------- |
| 2024  | Estrella Galán | 818 015 | 4,67 | 5e   | 3 / 61 | GUE/NGL Verts/ALE |